# Peteritea
Peteritea – wieś w Rumunii, w okręgu Marmarosz, w gminie Vima Mică. W 2011 roku liczyła 249 mieszkańców.